# Marmorierte Madagaskar-Mantis
Die Marmorierte Madagaskar-Mantis (Polyspilota aeruginosa) ist eine Fangschrecke aus der Familie der Mantidae. Die Art verdankt ihre Trivialbezeichnung ihrem Erscheinungsbild und ihrem Verbreitungsgebiet, das allerdings über Madagaskar hinausreicht.

## Merkmale

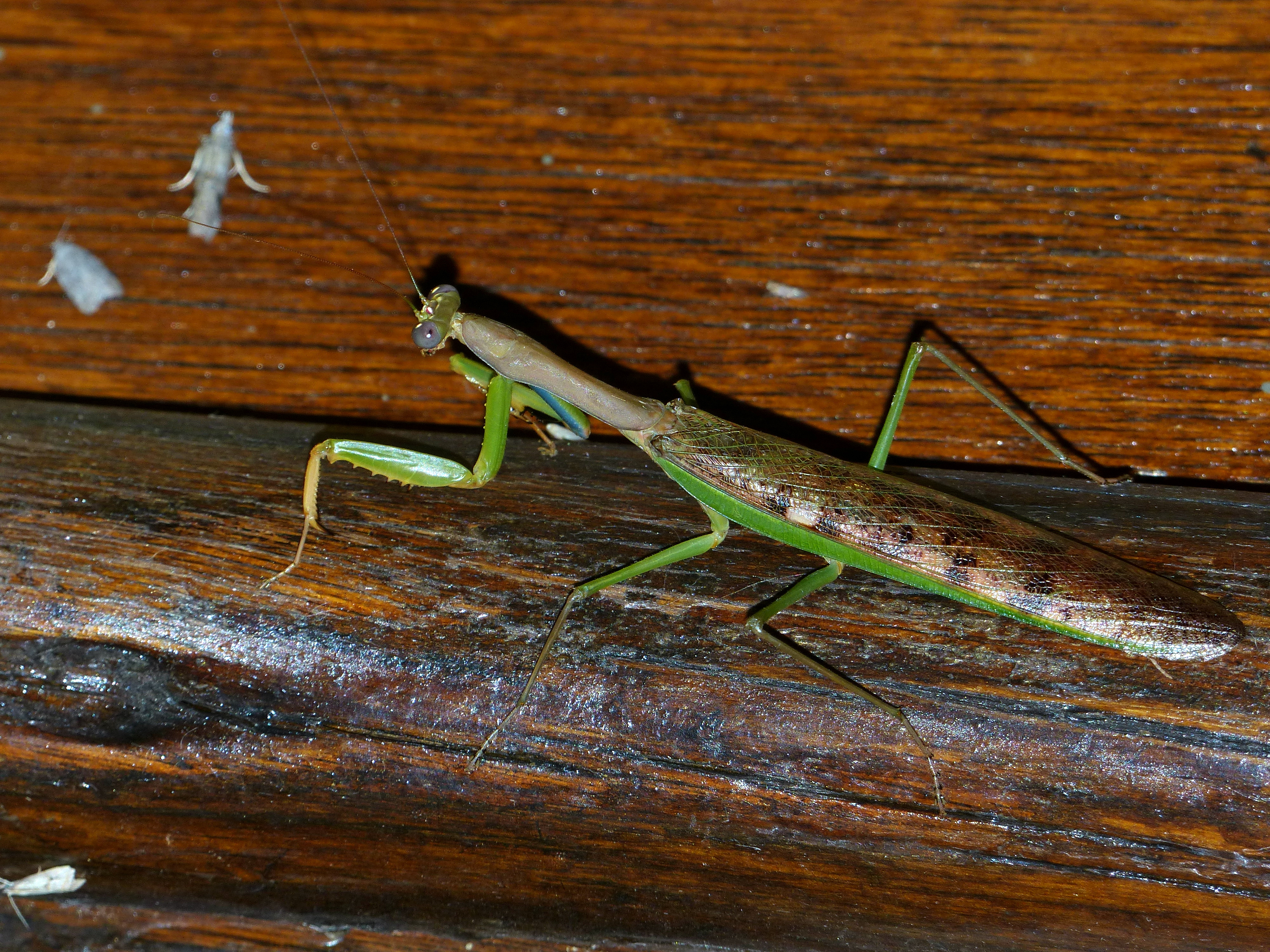
Männchen

Das Weibchen der Marmorierten Madagaskar-Mantis erreicht eine Körperlänge von bis zu rund 90 Millimetern, das Männchen wird etwa 80 Millimeter groß, womit die Art zu den größeren Fangschrecken gerechnet wird. Die Grundfärbung der Marmorierten Madagaskar-Mantis variiert je nach Individuum und setzt sich aus Grün- und Brauntönen zusammen. Es können jedoch auch Exemplare auftreten, bei denen eine der beiden Farben wenig bis gar nicht vorhanden ist. Die Männchen besitzen nicht selten eine grüne Färbung an den Flanken des ersten Flügelpaares. Die Schreitbeine weisen zusätzlich ab den Tibien eine rosa Farbgebung auf, während die Fangbeine auch gelbe Farbanteile zeigen. Die Fangbeine verfügen auf der Innenseite über eine leuchtend blaue Färbung. Darin zeigt sich ein schwarzer Fleck, der bei der Drohgebärde gegen den Angreifer gerichtet wird. Auch die Unterseiten des zweiten Flügelpaares sind mit schwarzen Augenflecken und am oberen Rand mit abwechselnd weißen und violetten Streifen versehen. Die Unterflügel und die Fangarme werden bei einem möglichen Fressfeind ausgestreckt, sodass diese Farbgebungen zur Geltung kommen und dem Angreifer die Abwehrberteitschaft signalisieren. Auffällig ist die graubraune Marmorierung der Art, die ihr neben ihrem Verbreitungsgebiet die deutsche Trivialbezeichnung eingebracht hat. Die Augen der Art schimmern violett, sollten sie von einer starken Lichtquelle angestrahlt werden. Der Körperbau der Fangschrecke gleicht dem anderer Vertreter der Unterfamilie Mantinae, wobei dieser allerdings wie bei Verwandten aus der Tribus Polyspilotini vergleichsweise schmal erscheint. Auch bei dieser Art ist der für Fangschrecken gewohnte Dimorphismus vorhanden. Das im Vergleich kräftigere Weibchen der Marmorierten Madagaskar-Mantis besitzt wie bei anderen Fangschreckenarten sechs Hinterleibssegmente, während deren Anzahl beim schmaleren Männchen acht betragen. Eine gute Flugfähigkeit ist ebenfalls bei dieser Fangschrecke nur den Männchen gegeben.

### Ähnliche Arten

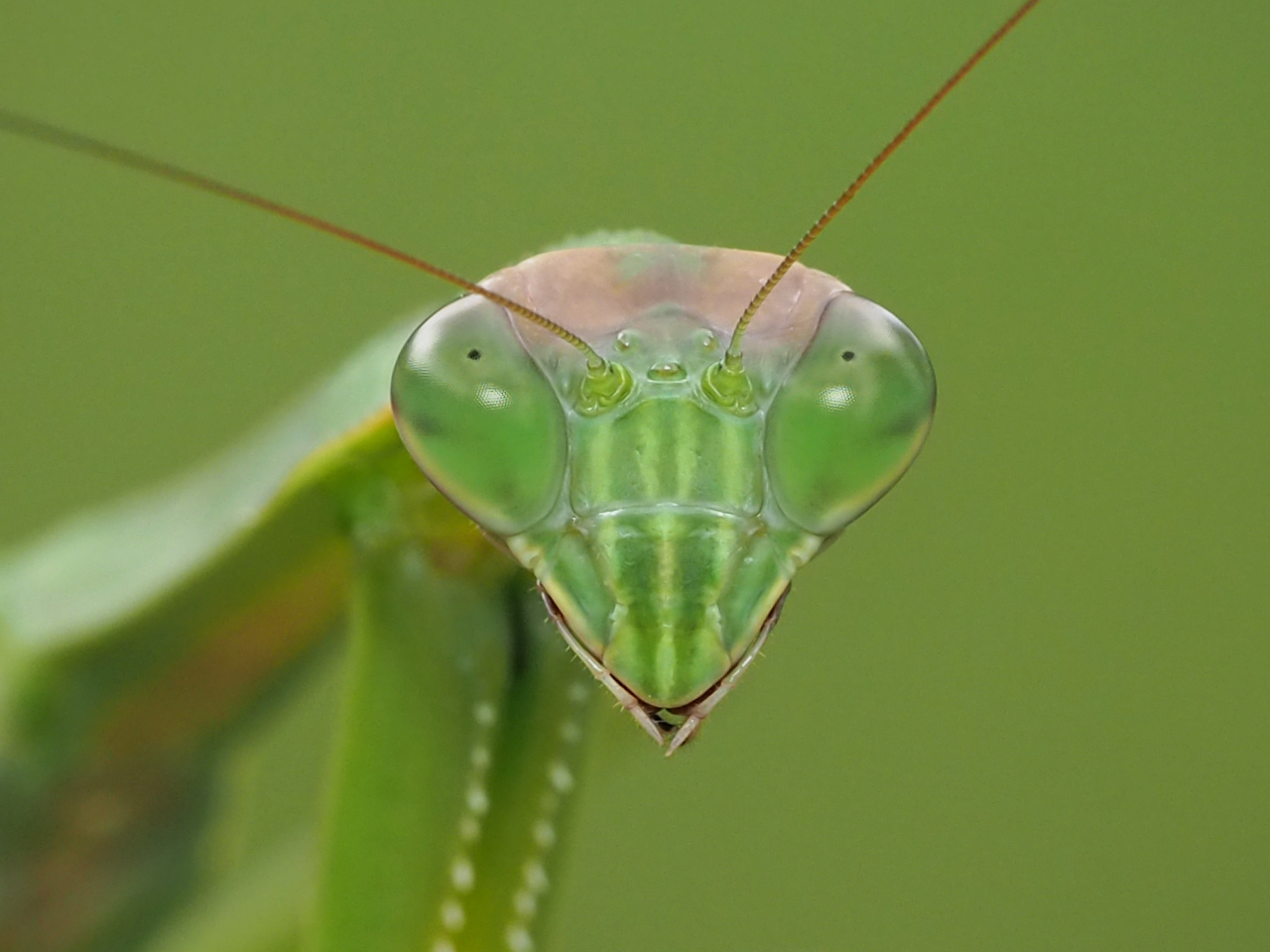
Die näher verwandte und in Ostasien heimische Große Chinesen-Mantis (Tenodera sinensis) ähnelt vom Körperbau her der Marmorierten Madagaskar-Mantis, ist aber im Regelfall größer als diese.

Der Marmorierten Madagaskar-Mantis ähnliche Arten sind außerdem weitere Vertreter der Gattung Polyspilota, darunter Polyspilota griffini. Andere ähnliche Fangschrecken finden sich außerdem in der Familie Mantidae und besonders in der Tribus Polyspilotini wieder. Ein prominentes Beispiel ist die in Ostasien heimische Große Chinesen-Mantis (Tenodera sinensis), die jedoch nach Abschluss ihrer Entwicklung deutlich größer als die Marmorierte Madagaskar-Mantis ist.

## Vorkommen
Die Marmorierte Madagaskar-Mantis ist in Ostafrika einschließlich Madagaskar verbreitet. Sie bevorzugt dort Büsche und Bäume in vegetationsarmen Gebieten.

## Lebensweise

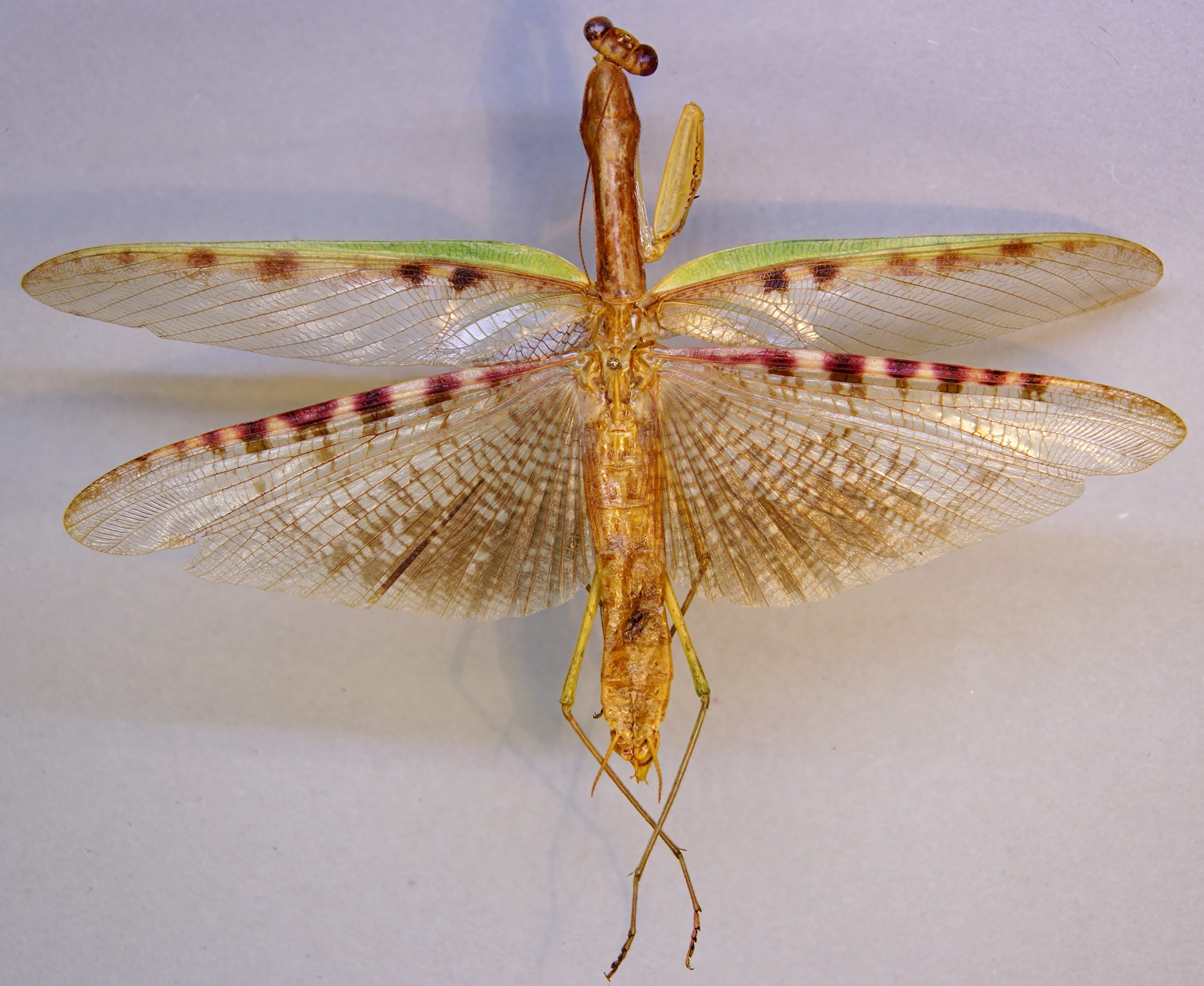
Präpariertes Männchen mit ausgebreiteten Flügeln

Die Marmorierte Madagaskar-Mantis ist wie viele Fangschrecken ein Lauerjäger, der sich überwiegend bewegungslos verhält. Dies dient auch der Tarnung, wodurch die Fangschrecke sowohl von Fressfeinden als auch von Beutetieren überwiegend ungesehen bleibt. Als Beutetiere kommen überwiegend andere Gliederfüßer in passender Größe in Frage. Die recht aggressive Art verteidigt sich gegen Prädatoren notfalls mittels einer Drohgebärde oder mit ihren Jagdwaffen.

### Fortpflanzung
Das Weibchen der Marmorierten Madagaskar-Mantis befindet sich nach der zehnten, das Männchen bereits nach der neunten Häutung im Adultstadium. Die Geschlechtsreife tritt jedoch erst nach vier Wochen bei dem Weibchen und nach zwei Wochen bei dem Männchen ein. Wie bei Fangschrecken üblich, lockt das flugunfähige Weibchen Männchen mithilfe von arteigenen Pheromonen an. Diese können von einem Männchen auch noch aus weiter Entfernung wahrgenommen werden. Die Paarung kann neun bis 15 Stunden dauern. Auch bei der Marmorierten Madagaskar-Mantis kann es während der Paarung zu einem kannibalistischen Verhalten seitens des Weibchens kommen. Einige Zeit nach der Paarung legt das Weibchen bis zu fünf Ootheken in einem Intervall von 10 bis 14 Tagen ab. Diese sind von halbrunder und eiförmiger Gestalt, von hell- bis dunkelbrauner Grundfärbung und bis zu drei Zentimeter groß. Als Ablageort werden meist dickere Äste oder Rinde ausgewählt. Nach vier bis sechs Wochen schlüpfen aus einer abgelegten Oothek bis zu 100 Larven mit einer Größe von je etwa fünf Millimetern, die anschließend heranwachsen. Männchen der Madagaskar-Mantis können eine Lebensdauer von einem Jahr, Weibchen eine von 1,5 Jahren erreichen.

## Terraristik
Die Marmorierte Madagaskar-Mantis ist aufgrund ihrer Robustheit und ihrer geringen Ansprüche eine vergleichsweise leicht zu haltende Mantide. Im Gegensatz zu anderen anfängertauglichen Fangschrecken, etwa der Ghana-Gottesanbeterin (Sphodromantis lineola) oder der Indischen Riesengottesanbeterin (Hierodula membranacea) wird sie aber vergleichsweise selten gehalten.

## Systematik
Erstbeschreiber Johann August Ephraim Goeze gab der Marmorierten Madagaskar-Mantis 1778 die Bezeichnung Mantis aeruginosa. Unter Hermann Burmeister wurde die Art jedoch 1838 in die von ihm zum gleichen Zeitpunkt erstbeschriebene Gattung Polyspilota eingeordnet. Die Marmorierte Madagaskar-Mantis besitzt vier Unterarten mit den Bezeichnungen. P. a. aeruginosa, P. a. fuscoirrorata, P. a. variegata und P. a. viridis.

## Galerie

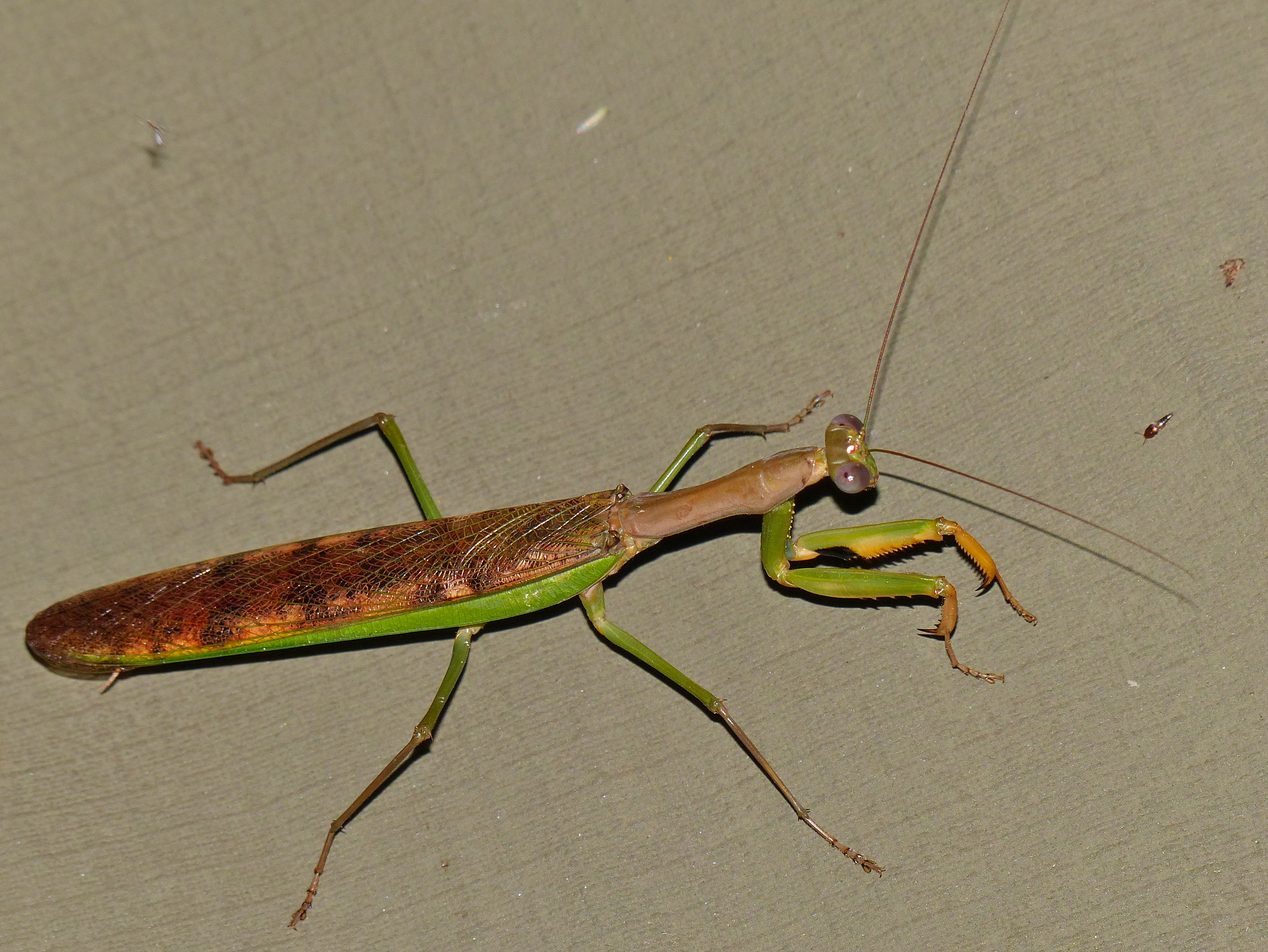
Draufsicht eines braungrünen Männchens
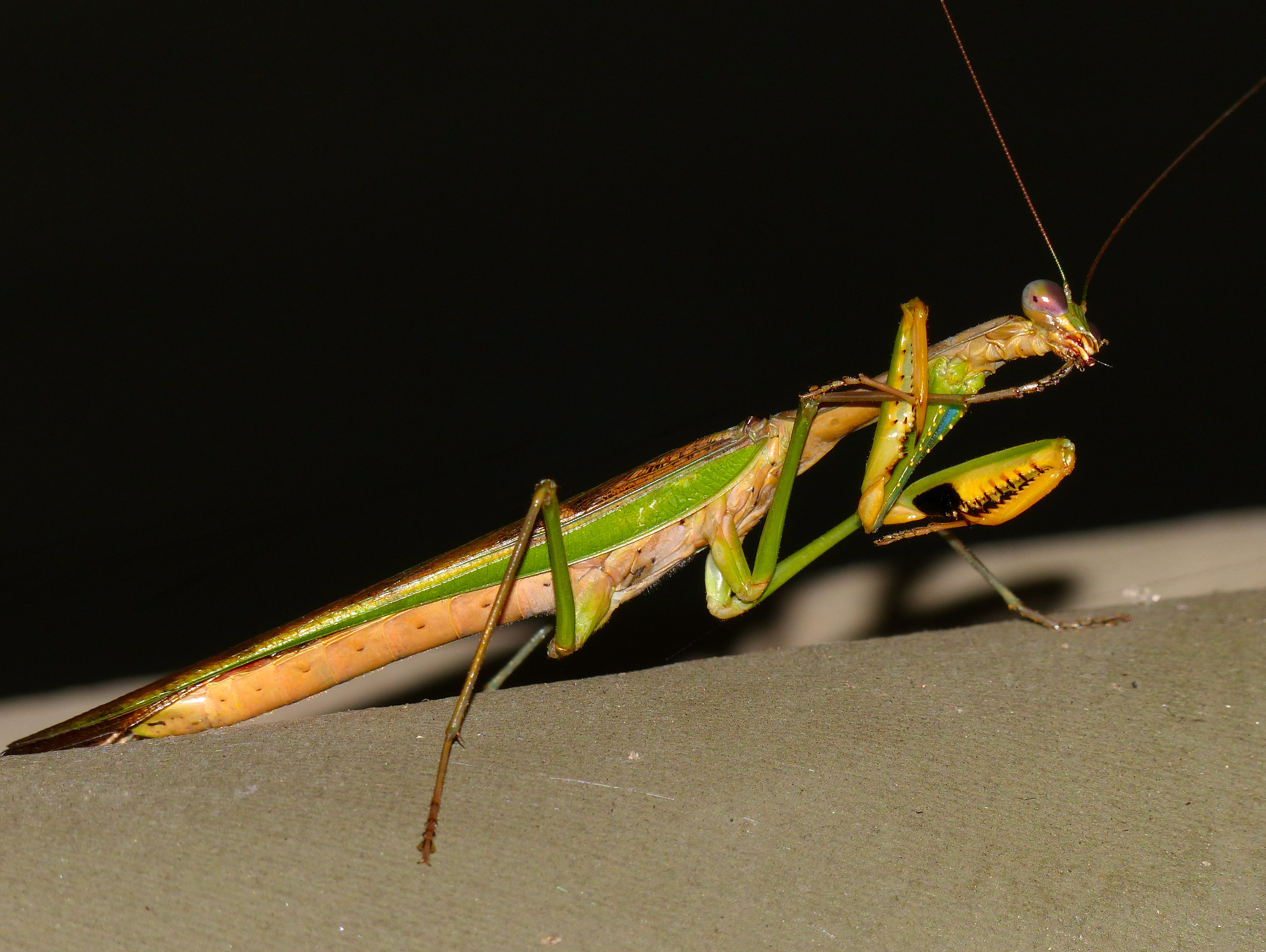
Lateralsicht eines braungrünen Männchens
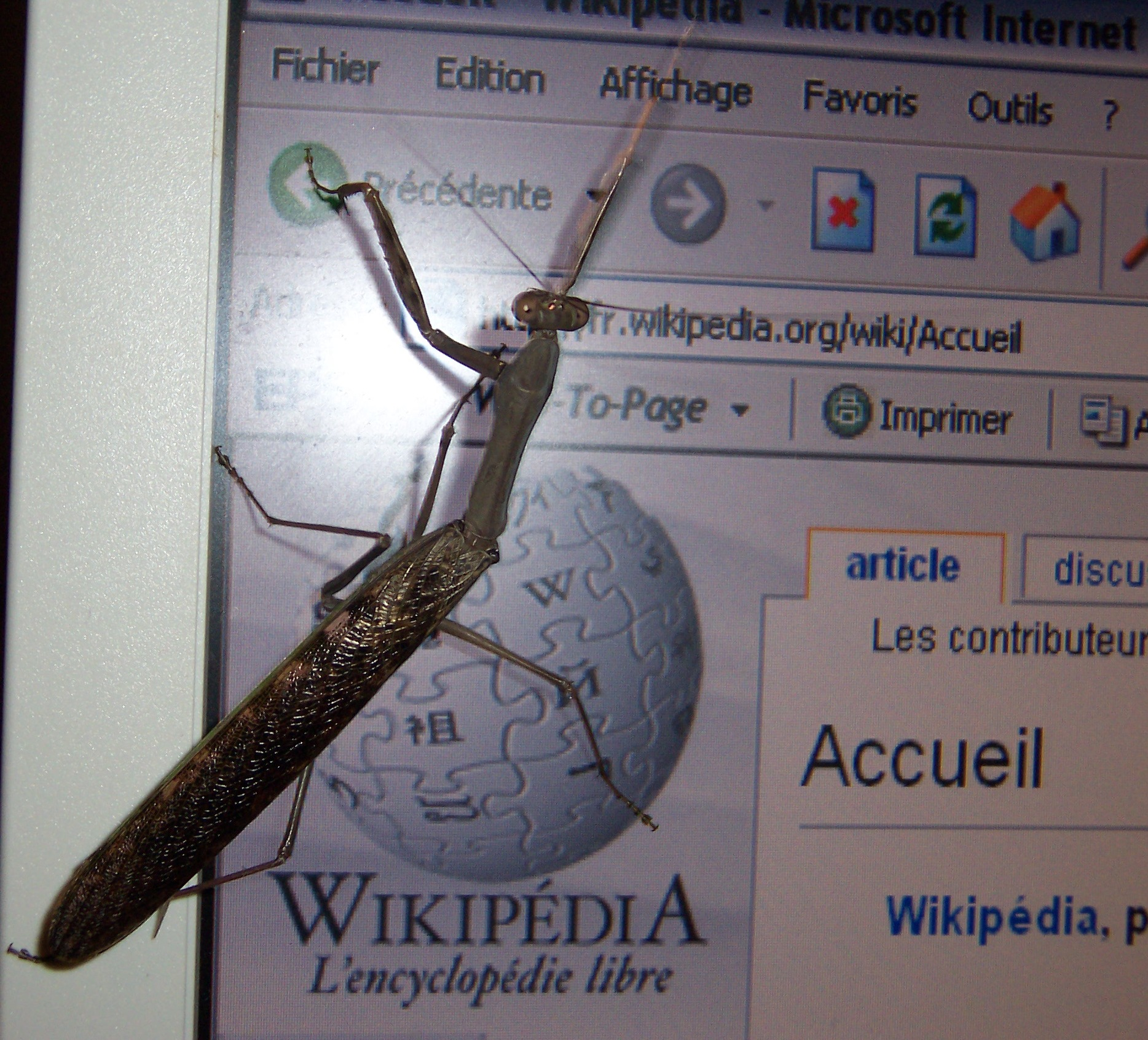
Draufsicht eines braunen Männchens
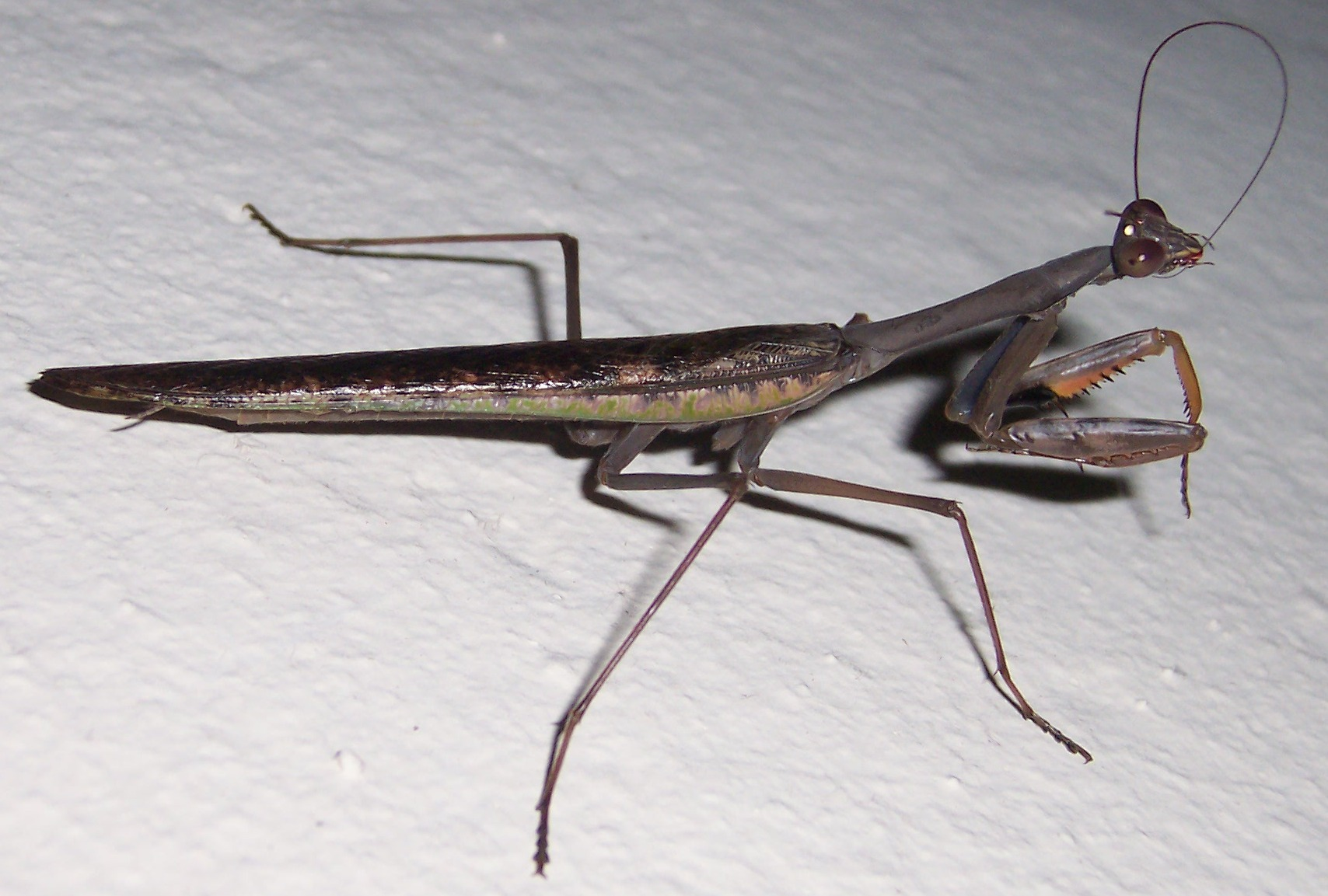
Lateralsicht eines braunen Männchens